# Distorsio clathrata
Distorsio clathrata är en snäckart som först beskrevs av Jean-Baptiste Lamarck 1816.  Distorsio clathrata ingår i släktet Distorsio och familjen Personidae. Inga underarter finns listade i Catalogue of Life.

## Bildgalleri

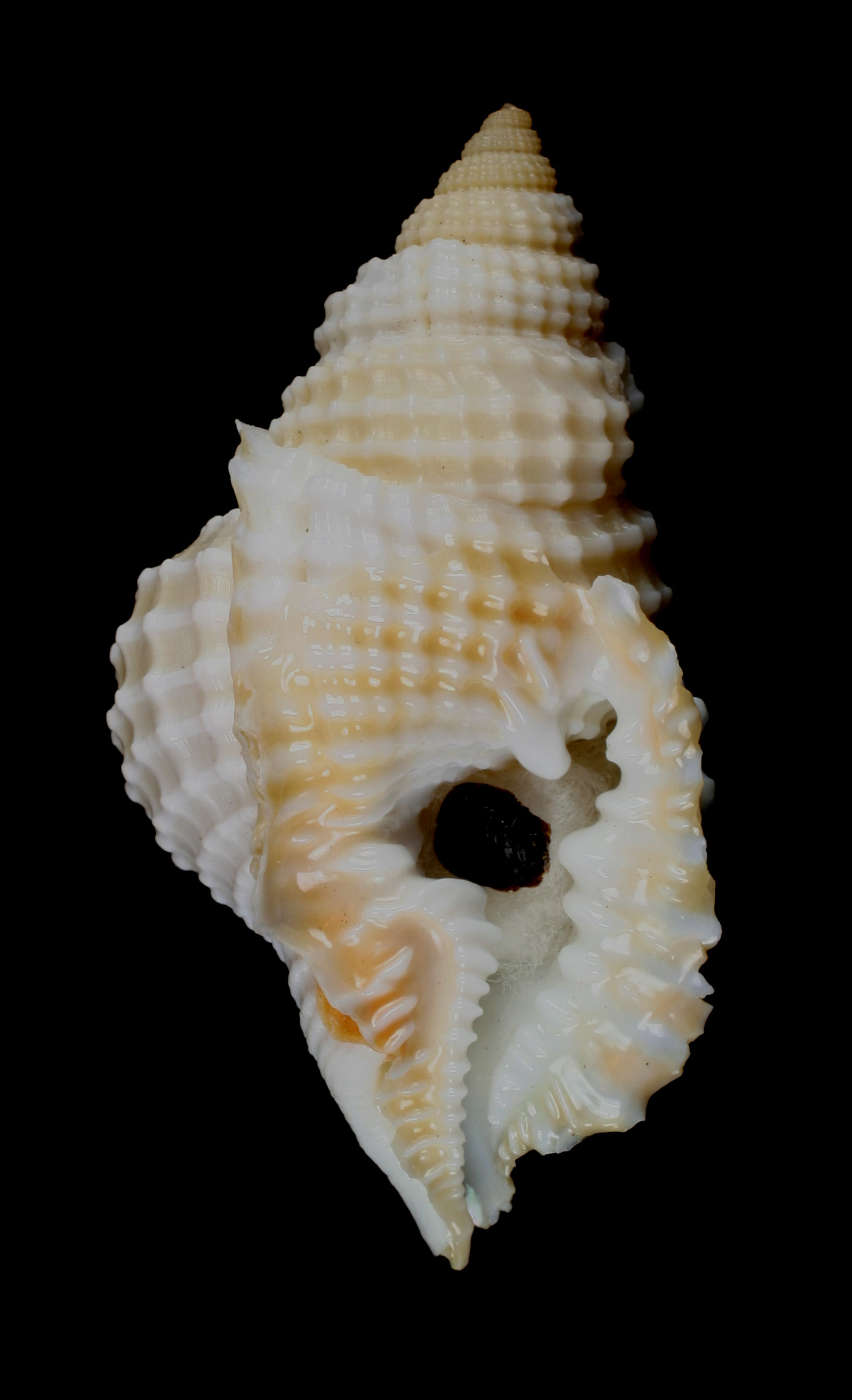